# Программа лояльности

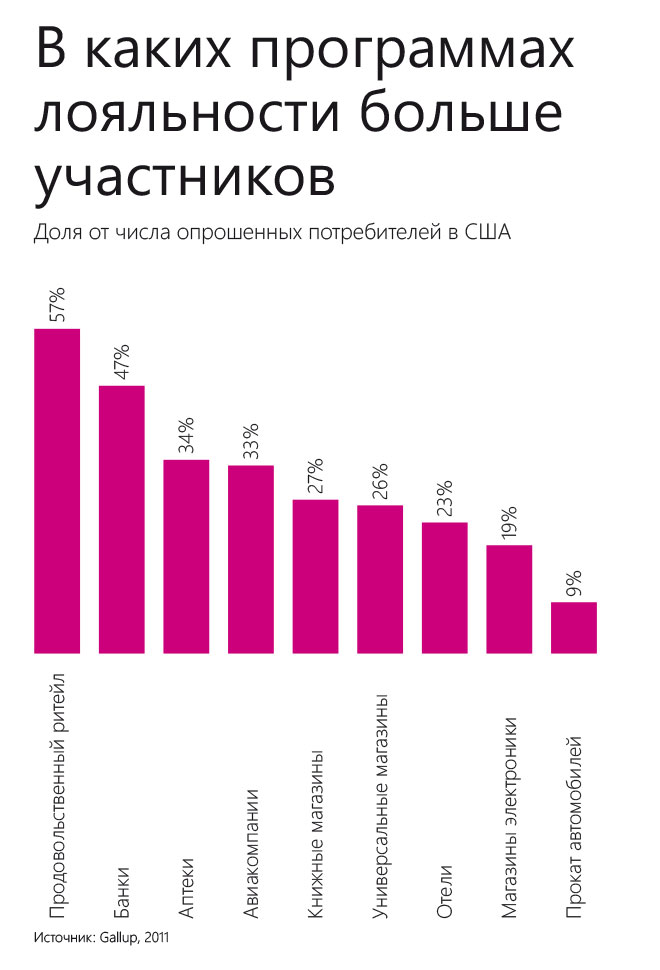

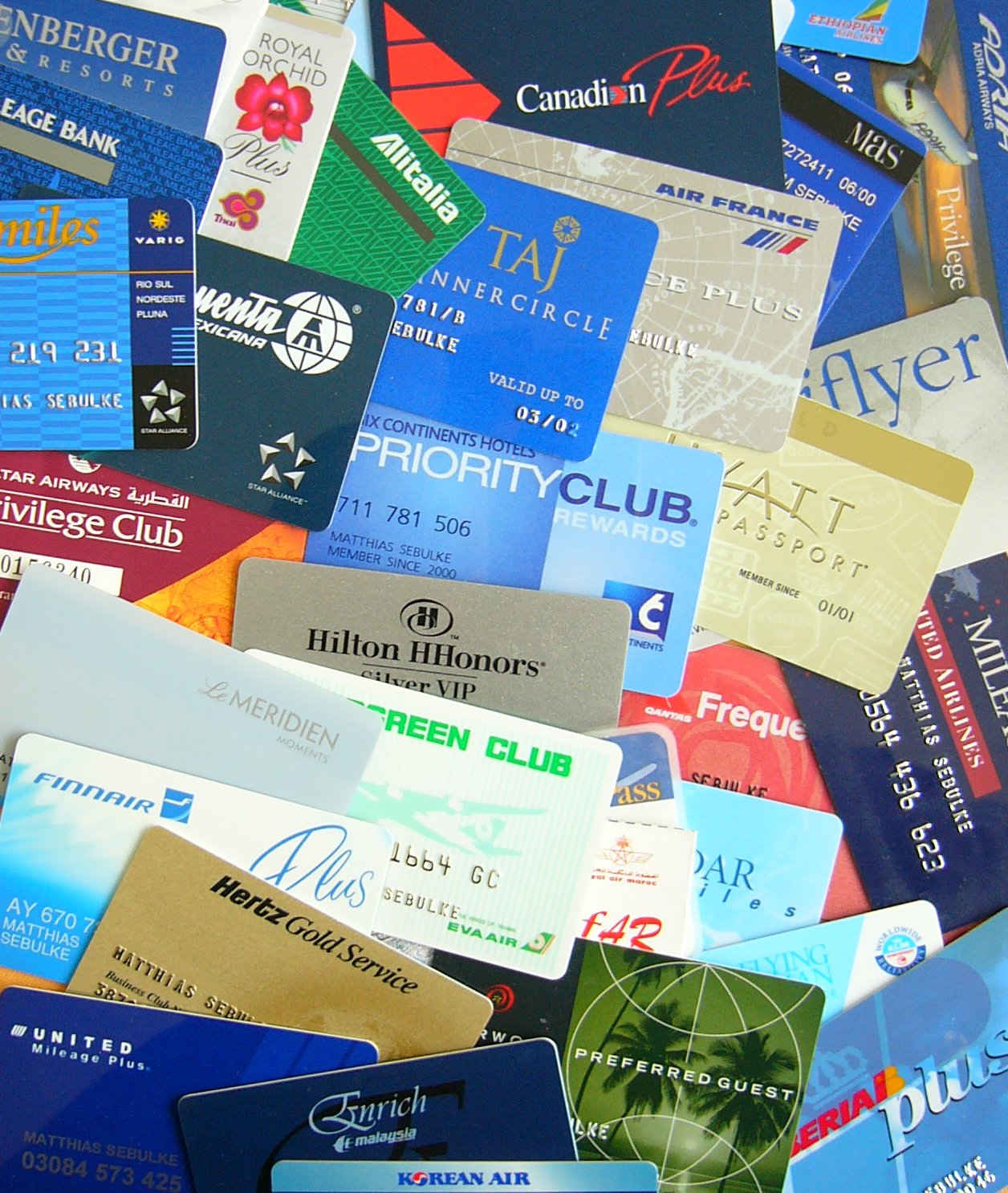
Карточки различных программ лояльности

Програ́мма лоя́льности — комплекс маркетинговых мероприятий для развития повторных продаж существующим клиентам в будущем, продажи им дополнительных товаров и услуг, продвижения корпоративных идей и ценностей, других видов потенциально прибыльного поведения. Проводится, в основном, на этапе зрелости жизненного цикла товара.
Типичным примером программы лояльности компании является дисконтная карта, при дальнейших покупках с использованием дисконтной карты могут предоставляться скидки, в том числе по накопительной системе, также могут существовать системы бонусов и подарков. Кроме того, при получении подобных карт, как правило, заполняется анкета, в которой указываются контакты получателя, что даёт организации возможность оповещать покупателя о новых и потенциально интересующих его товарах и услугах.
Для автоматизированного анализа клиентского поведения и управления используются CRM-системы. При глубинном анализе данных о покупках, совершаемых клиентом, возможно выявление товаров и услуг, в которых потенциально заинтересован клиент. Например, онлайн-магазин на основании анализа покупок клиента может показывать авторизованному пользователю список рекомендаций — товаров, которые могут заинтересовать его. В магазинах, использующих технологию RFID, планируется вводить аналогичные сервисы.

## История
Еще в конце XVIII века торговцы в США давали своим постоянным покупателям медные монеты (жетоны), которые потом можно было использовать для приобретения товаров у них.

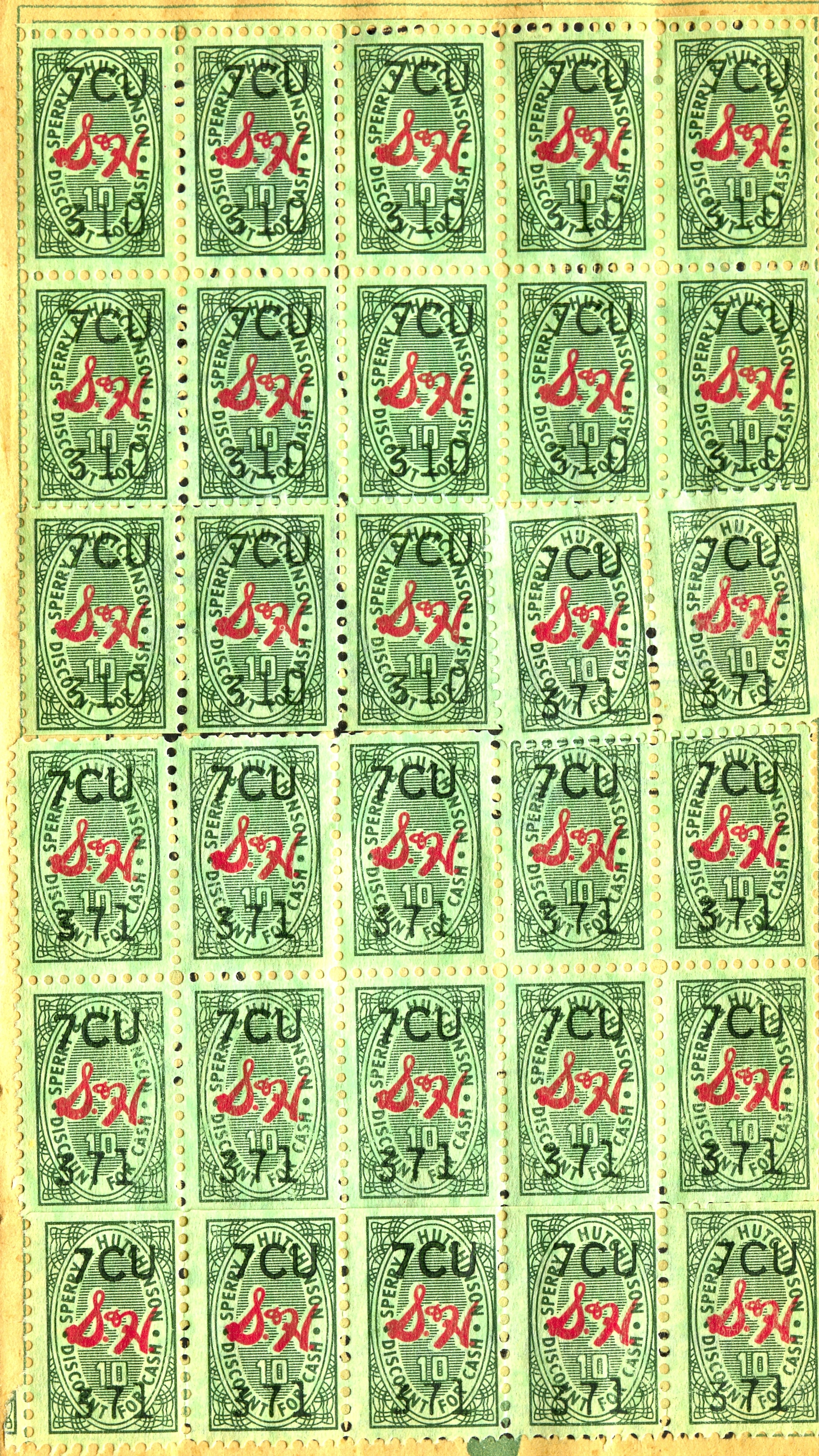
Марки компании S&H

В 1896 году американская компания S&H стала выпускать зеленые марки и продавать их магазинам и автозаправочным станциям. Те, в свою очередь, выдавали их в качестве бонусов своим покупателям (количество выданных марок зависело от суммы покупки). Собрав необходимое количество марок, покупатель вклеивал их в каталог, который бесплатно предоставляла S&H, после чего заполненные каталоги обменивались на различные призы. Марки S&H использовались вплоть до конца 1980-х годов. 
В 1914 году в США ряд магазинов и ресторанов начал выдавать специальные кредитные карточки состоятельным клиентам для использования в качестве документа при оформлении сделки, а в 1928 году бостонская компания Farrington Manufacturing впервые выпустила металлические пластины с индентификационными данными, которые выдавала платежеспособным клиентам. При оформлении покупки на специальном прессе делался отпечаток этих данных на чеке-квитанции.. 
В 1929 году в продукцию американского производителя продуктов питания Washburn-Crosby Company начали вкладывать купоны на покупку столовых приборов со скидкой. В 1930-е годы эти купоны начали размещать на внешней стороне упаковок. Эта программа лояльности продолжалась вплоть до 2006 года.
В 1981 году American Airlines предложила пассажирам начисление «миль» на личные счета клиентов, накопленные мили впоследствии можно было поменять на билет. В 1980-е годы появились первые гостиничные программы для постоянных клиентов. Например, появилась программа бонусов сети отелей Marriott International, поощрявшая клиентов, регулярно пользующихся услугами сети, их можно было использовать не только для скидок при оплате проживания в гостиницах (включая гостиницы компаний-партнеров), но и для приобретения бесплатных авиабилетов.
В 1994 году британская сеть супермаркетов Tesco запустила проект «Clubcard», благодаря которому она увеличила долю рынка, обогнав основных конкурентов.

## Коалиционные программы лояльности
Коалиционные программы лояльности объединяют партнёров из нескольких сфер бизнеса, примерно равного веса в своих сегментах и имеющих схожую целевую аудиторию. Участие в коалиционной программе существенно снижает затраты на её поддержку и при этом считается, что увеличивает её привлекательность в глазах потребителя. Такой вид программы стимулирования потребительской активности позволяет учитывать клиентские предпочтения в разных аспектах потребления и тем самым создать его целостный портрет. Дополнительный эффект от программы — привлечение новых клиентов, обмен клиентской базой с другими предприятиями-партнерами.

### Примеры
Примерами коалиционных программ в мире служат британская Nectar, канадская Air Miles, американская Gold Points, испанская Aeromillas.
Также к коалиционным программам лояльности относятся набирающие популярность банковские карты с опцией cashback, позволяющие получать возврат части стоимости покупки на указанную банковскую карту.

## Критика
Зачастую непродуманная программа лояльности приводит к тому, что скидкой пользуются те люди, которые в любом случае приобретали бы товар; это в ряде случаев может принести убытки.

## Скандалы
- В августе 1992 года производитель пылесосов Hoover[англ.] начал в Великобритании акцию: «Купи любую продукцию Hoover на сумму 100 фунтов и выше — и получи билеты в США!». Авиабилеты из Великобритании в США стоили тогда около 600 фунтов. Несмотря на то, что условия программы максимально усложнили (письмо с чеком нужно было направить в офис компании в течение 14 дней со дня покупки, потом дождаться регистрационной анкеты, заполнить ее в срок и ждать еще), на то, что компания оставила за собой право выбирать места прилета и даты (в надежде, что это будет неудобно для большинства участников акции), участниками акции стали 300 тысяч человек, после чего компания не смогла обеспечить билетами всех, претендовавших на это. Это вызвало большой скандал[англ.], к компании были поданы судебные иски, топ-менеджеры были уволены[8].
- В 1992 году компания PepsiCo для увеличения продаж проводила на Филиппинах акцию «Призы под крышкой». На внутренней стороне крышек бутылок с напитком напечатали промокоды, и одна из комбинаций должна была принести победителям миллион песо (в то время — около 40 тысяч долларов). Победителей должно было быть 17, но по ошибке крышек с выигрышным числом оказалось намного больше. Когда объявили выигрышное число 349, то 800 000 человек предъявили крышки с этим числом. Но на ошибочных крышках не было дополнительного кода, и PepsiCo отказалась от выплат за них. После этого начались беспорядки, в которых погибло несколько человек, а продукцию PepsiCo филиппинцы стали бойкотировать. Этот инцидент стал известен как «Числовая лихорадка»[8].